# Французький протекторат у Тунісі
Французький протекторат у Тунісі (фр. Protectorat français de Tunisie; араб. الحماية الفرنسية في تونس al-ḥimāya al-Fransīya fī Tūnis, офіційно Регентство Тунісу. (французька Régence de Tunis)) — колишня колонія Франції в Північній Африці у 1881—1956 рр. Протекторат Французької третьої республіки був встановлений над колишньою провінцією Османської імперії за часів Французької колоніальної імперії й тривав до оголошення Тунісом незалежності в 1956.
Туніс за часів Османського правління був невеликою провінцією в складі імперії, проте мав значний ступінь автономії за часів бея Мухаммада III ас-Саліка.

## Нотатки
1. ↑  Назва «Регентство Тунісу» збереглася від османського Тунісу, де бей Тунісу номінально був принцом-регентом османського султана;[3] термін продовжував використовуватися як de jure назва протекторату[4]